# مؤسسه فناوری توکیو
مؤسسه فناوری توکیو یا دانشگاه صنعتی توکیو (به ژاپنی: 東京工業大学, Tōkyō Kōgyō Daigaku) در سال ۱۹۲۹ میلادی تأسیس شده‌است و دارای ۳ دانشکده می‌باشد.

## نگارخانه

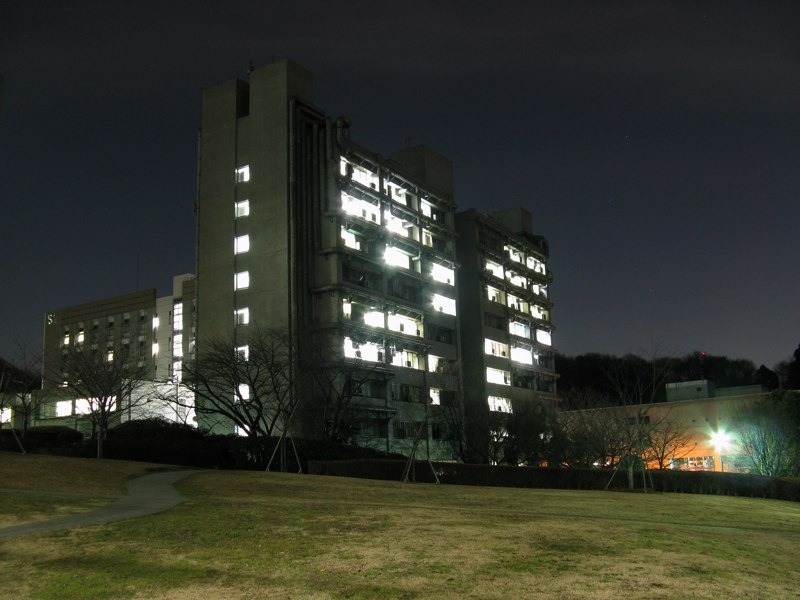
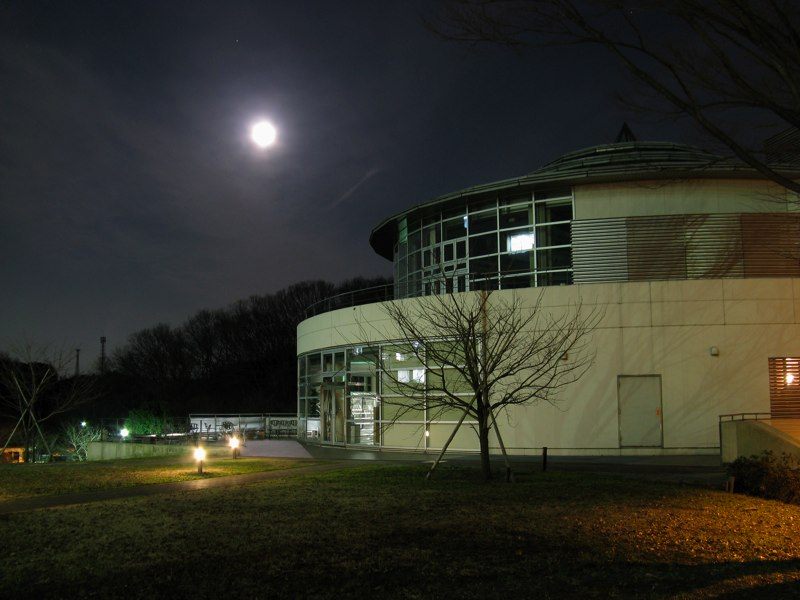